# Nachdurst
Der Nachdurst (auch Brand) bezeichnet starken Durst als Nachwirkung eines übermäßigen Alkoholkonsums. Er geht oft mit einem Kater einher. Da Alkohol die Ausschüttung des für die Flüssigkeitsregulierung zuständigen antidiuretischen Hormons (ADH) aus der Hypophyse in den Blutkreislauf hemmt, kommt es durch Polyurie (verstärkten Harndrang) zu einem Volumenmangel bis hin zur Dehydratation. Dadurch entwickelt der Körper ein starkes Durstgefühl, um Flüssigkeitszufuhr anzuregen. Diese Art des Durstes tritt häufig morgens nach einer durchzechten Nacht auf, da während des Schlafs keine weitere Flüssigkeit aufgenommen werden kann, die Diurese jedoch weiterläuft. Den Nachdurst mit Kaffee zu stillen, kann kontraproduktiv sein, da Koffein die Durchblutung der Nieren fördert, was ebenfalls zu einer erhöhten Harnausscheidung führen kann.